# Комплекс обмеженої геометрії

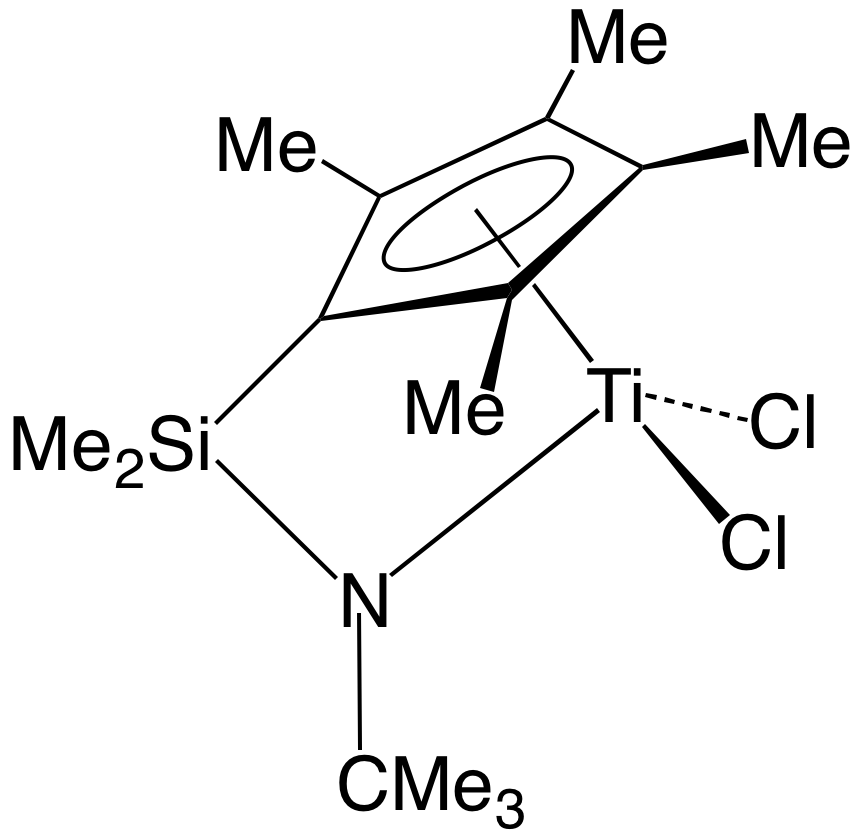
Органотитановий комплекс з обмеженою геометрією у (неактивній) хлоридній формі.

У металоорганічній хімії комплекси з обмеженою геометрією або CGS (від англ. constrained geometry complex) є різновидом каталізаторів для виготовлення поліолефінів, таких як поліпропілен та поліетилен.
Цей каталізатор дозволив відійти від традиційного використання каталізаторів на основі металоцен для виробництва пластмас. Використання CGC каталізаторів було інновацією, яка призвела до багатьох змін.

## Структура
Комплекси CGC мають π-зв'язаний фрагмент (наприклад, циклопентадієніл), з'єднаний з іншим лігандом на тому самому металічному центрі у спосіб, при якому кут на металі між центроїдом π-системи та додатковим лігандом менший, ніж у порівнянних незв'язаних комплексах. Конкретніше, термін CGS був використаний для циклопентадієніл амінокомплексів з анса-містком, хоча визначення виходить далеко за межі цього виду речовин. Термін також широко застосовували у поєднанні з іншими більшою чи меншою мірою спорідненими системами лігандів, які можуть бути або не бути ізобальними та/або ізоелектронними з системою циклопентадієніламідолігандів з анса-містковим зв'язком. Крім того, цей термін часто використовується для позначення споріднених комплексів з довгими анса-мостами, які не спричиняють стеричної деформації.  Циклопентадієніламідокомплекси з анса-містком відомі для металів 3-ї, 4-ї, 5-ї, 6-ї та деяких 8-ї групи, причому найбільш вивченими є конженери 4-ї групи.   

## Застосування
Подібно до металоценів 4-ї групи, належні CGC 4-Ї групи можуть активуватись для полімеризації етилену та альфа-олефінів шляхом взаємодії із співкаталізаторами, як от матилалюміноксан (МАО), трис(пентафторфеніл)борани, тритилборати. Каталітичні комплекси на основі CGC, втім, демонструють включення альфа-олефінових співмономерів набагато активніше, порівняно з системами на основі металоценів. Ця перевага CGC у реакціях полімеризації пояснюється високою доступністю реакційного центру та низькою схильністю основного полімерного ланцюга до реакції трансферу(перенесення) ланцюга.
Полімери, отримані з CGC, станом на сьогодення продаються компанією Dow Chemical Company як частина їхньої інноваційної технології INSITE.
Окрім застосування каталізаторів CGC для реакцій полімеризації, академічні лабораторії відкрили низку інших перетворень, які можуть виникату у сполук при каталізації речовинами на основі CGC (як металів 3-ї, так і 4-ї групи). До можливих трансформацій належать застосування CGC як каталізаторів для гідрування імінів, гідроборування алкенів, карбоалюмінування алкенів, гідросилілювання алкенів, гідроамінування/циклізації альфа-, омега-аміноалкенів та димеризації термінальних алкінів .[джерело?]

## Історія
Першу CGC сполуку було описано Шапіро та Беркоу для комплексу металу скандію. На наступний рік після цього відкриття,  патенти на застосування каталізаторів на основі CGC в полімеризації алкенів були видані компаніям The Dow Chemical Company та Exxon. І сьогодні ці речовини виробляються в масштабах мільярдів фунтів. 